# Marion (Illinois)
Marion è un comune degli Stati Uniti d'America, situato in Illinois, nella contea di Williamson, della quale è il capoluogo.